# Polnische Badmintonmeisterschaft 1995
Die Polnische Badmintonmeisterschaft 1995 fand vom 23. bis zum 25. Februar 1995 in Rzeszów statt. Es war die 31. Austragung der Titelkämpfe.

## Medaillengewinner
| Disziplin    | Gold                                                                     | Silber                                                                  | Bronze |
| ------------ | ------------------------------------------------------------------------ | ----------------------------------------------------------------------- | --- |
| Herreneinzel | Dariusz Zięba (Polonez Warszawa)                                         | Jacek Hankiewicz (Polonez Warszawa)                                     | Marcin Zejmowicz (Ruch Piotrków Trybunalski) Jacek Niedźwiedzki (SKB Suwałki)                                                                                 |
| Dameneinzel  | Katarzyna Krasowska (Technik Głubczyce)                                  | Monika Lipińska (Wilga Garwolin)                                        | Joanna Szleszyńska (SKB Suwałki) Dorota Grzejdak (Motus Koszalin)                                                                                             |
| Herrendoppel | Jerzy Dołhan (Technik Głubczyce) Damian Pławecki (Technik Głubczyce)     | Jacek Hankiewicz (Polonez Warszawa) Robert Mateusiak (Polonez Warszawa) | Mariusz Borowiec (Polonez Warszawa) Dariusz Zięba (Polonez Warszawa) Michał Mirowski (Ruch Piotrków Trybunalski) Marcin Zejmowicz (Ruch Piotrków Trybunalski) |
| Damendoppel  | Dorota Borek (Technik Głubczyce) Katarzyna Krasowska (Technik Głubczyce) | Monika Lipińska (Wilga Garwolin) Sylwia Rutkiewicz (Polonez Warszawa)   | Bożena Bąk (AZS AGH Kraków) Bożena Haracz (Technik Głubczyce) Elżbieta Grzybek (Polonez Warszawa) Beata Syta (Polonez Warszawa)                               |
| Mixed        | Jerzy Dołhan (Technik Głubczyce) Bożena Haracz (Technik Głubczyce)       | Damian Pławecki (Technik Głubczyce) Dorota Borek (Technik Głubczyce)    | Michał Łogosz (Stal Płock) Monika Bieńkowska (Stal Płock) Robert Mateusiak (Polonez Warszawa) Beata Syta (Polonez Warszawa)                                   |